# Соломонов Михайло Арсенович
Михайло Арсенович Соломонов — радянський український кінокритик, сценарист.
Народився 3 вересня 1911 р. у м. Київ в родині залізничника. Навчався на сценарному відділі Київського кіноінституту (1933). 
Працював у газетах «Більшовик», «Вісті», «Советская Украина» (російською мовою), завідував відділом мистецтв у «Літературній газеті», був власним кореспондентом по Україні газети «Советская культура», заступником відповідального редактора газети «Культура і життя».
Автор статей з питань розвитку сучасного кіно і театру в збірниках «Кіно і сучасність», «Фільм і доба», на сторінках преси, сценаріїв мультиплікаційних, науково-популярних і документальних картин, серед яких: «Заборонений папуга» (1939), «Майстри сільського господарства» (1954), «У боротьбі за час» (1956), «Почин бригади Миколи Мамая» (1958), «В Інституті електрозварювання ім. Є. О. Патона» (1960), «Севастополь — місто-герой» (1968). Лауреат премії Спілки кінематографістів України (1977) за статті.
Нагороджений медалями, значком «Отличник кинематографии СССР».
Був членом Спілок журналістів і кінематографістів України.
Помер 22 січня 1987 р. в Києві. 